# Seven (Caneda)
Seven è un singolo del rapper italiano Caneda, pubblicato il 25 maggio 2015 dalla Newtopia.

## Descrizione
Seven, il cui testo trae ispirazione dall'omonimo film, ha come tematica principale i sette vizi capitali e ha visto la partecipazione vocale di sei rapper, ciascuno atto a personificare uno dei sette peccati: Fedez, J-Ax, Gemitaiz, Rocco Hunt, Baby K, Emis Killa.

## Video musicale
Il videoclip, diretto da Luca Aleotti e Fabio Tartaglia, è stato pubblicato in concomitanza con l'uscita del singolo attraverso il canale YouTube della Newtopia.

## Tracce
1. Seven (feat. Fedez, J-Ax, Gemitaiz, Rocco Hunt, Baby K, Emis Killa) – 5:58